# Melanoplus debilis
Melanoplus debilis är en insektsart som beskrevs av Scudder, S.H. 1898. Melanoplus debilis ingår i släktet Melanoplus och familjen gräshoppor. Inga underarter finns listade i Catalogue of Life.